# Grand Prix moto du Japon 1995
Le Grand Prix moto du Japon 1995 est la troisième manche du championnat du monde de vitesse moto 1995. L'épreuve s'est déroulée du 21 au 23 avril 1995 sur le circuit de Suzuka.
C'est la quinzième édition du Grand Prix moto du Japon.

## Classement catégorie500cm3
| Pos  | Pilote               | Constructeur  | Temps/Écart     | Points |
| ---- | -------------------- | ------------- | --------------- | ------ |
| 1    | Daryl Beattie        | Suzuki        | 44 min 02 s 298 | 25     |
| 2    | Mick Doohan          | Honda         | + 9 s 582       | 20     |
| 3    | Takuma Aoki          | Honda         | + 9 s 708       | 16     |
| 4    | Luca Cadalora        | Yamaha        | + 19 s 624      | 13     |
| 5    | Alberto Puig         | Honda         | + 21 s 682      | 11     |
| 6    | Kevin Schwantz       | Suzuki        | + 24 s 552      | 10     |
| 7    | Juan Borja           | ROC Yamaha    | +1 min 12 s 746 | 9      |
| 8    | Toshiyuki Arakaki    | Harris Yamaha | +1 min 22 s 461 | 8      |
| 9    | Norifumi Abe         | Yamaha        | +1 min 25 s 306 | 7      |
| 10   | Loris Reggiani       | Aprilia       | +1 min 28 s 900 | 6      |
| 11   | Bernard Garcia       | ROC Yamaha    | +1 min 39 s 298 | 5      |
| 12   | Andrew Stroud        | ROC Yamaha    | +1 min 49 s 628 | 4      |
| 13   | Sean Emmett          | Harris Yamaha | +1 min 53 s 434 | 3      |
| 14   | Neil Hodgson         | ROC Yamaha    | +1 min 58 s 610 | 2      |
| 15   | Adrien Bosshard      | ROC Yamaha    | +2 min 04 s 426 | 1      |
| 16   | Marc Garcia          | ROC Yamaha    | +2 min 05 s 655 |        |
| 17   | Laurent Naveau       | ROC Yamaha    | +2 min 12 s 310 |        |
| 18   | Cristiano Migliorati | Harris Yamaha | +1 tour         |        |
| 19   | Bruno Bonhuil        | ROC Yamaha    | +1 tour         |        |
| 20   | Jean-Pierre Jeandat  | Paton         | +1 tour         |        |
| 21   | Eugene McManus       | Harris Yamaha | +1 tour         |        |
| 22   | Lucio Pedercini      | ROC Yamaha    | +1 tour         |        |
| 23   | Frédéric Protat      | ROC Yamaha    | +1 tour         |        |
| Abd. | Bernard Haenggeli    | ROC Yamaha    | Abandon         |        |
| Abd. | Shinichi Itoh        | Honda         | Abandon         |        |
| Abd. | James Haydon         | Yamaha        | Abandon         |        |
| Abd. | Jeremy McWilliams    | Yamaha        | Abandon         |        |
| Abd. | Alex Criville        | Honda         | Abandon         |        |
| Abd. | Scott Gray           | Yamaha        | Abandon         |        |
| Abd. | Toshihiko Honma      | Yamaha        | Abandon         |        |
| Abd. | Loris Capirossi      | Honda         | Abandon         |        |
| Abd. | Alex Barros          | Honda         | Abandon         |        |

## Classement catégorie250cm3
| Pos  | Pilote                | Constructeur | Temps/Écart     | Points |
| ---- | --------------------- | ------------ | --------------- | ------ |
| 1    | Ralf Waldmann         | Honda        | 30 min 46 s 248 | 25     |
| 2    | Nobuatsu Aoki         | Honda        | + 31 s 590      | 20     |
| 3    | Sadanori Hikita       | Honda        | + 53 s 232      | 16     |
| 4    | Tetsuya Harada        | Yamaha       | + 54 s 746      | 13     |
| 5    | Jean-Philippe Ruggia  | Honda        | + 59 s 196      | 11     |
| 6    | Osamu Miyazaki        | Aprilia      | +1 min 01 s 465 | 10     |
| 7    | José Luis Cardoso     | Aprilia      | +1 min 02 s 558 | 9      |
| 8    | Eskil Suter           | Aprilia      | +1 min 10 s 152 | 8      |
| 9    | Max Biaggi            | Aprilia      | +1 min 10 s 381 | 7      |
| 10   | Jurgen vd Goorbergh   | Honda        | +1 min 30 s 872 | 6      |
| 11   | Luis Maurel           | Honda        | +1 min 37 s 854 | 5      |
| 12   | Jürgen Fuchs          | Honda        | +1 min 39 s 460 | 4      |
| 13   | Bernd Kassner         | Aprilia      | +1 min 39 s 746 | 3      |
| 14   | Masaaki Morikane      | Honda        | +1 min 56 s 088 | 2      |
| 15   | Regis Laconi          | Honda        | +2 min 07 s 204 | 1      |
| 16   | Miguel Angel Castilla | Yamaha       | +2 min 22 s 032 |        |
| 17   | Pere Riba             | Aprilia      | +2 min 22 s 342 |        |
| 18   | Roberto Locatelli     | Aprilia      | +2 min 23 s 166 |        |
| 19   | Olivier Petrucciani   | Aprilia      | +2 min 33 s 288 |        |
| Abd. | Tadayuki Okada        | Honda        | Abandon         |        |
| Abd. | Adolf Stadler         | Aprilia      | Abandon         |        |
| Abd. | Takeshi Tsujimura     | Honda        | Abandon         |        |
| Abd. | Davide Bulega         | Honda        | Abandon         |        |
| Abd. | Kenny Roberts Jr      | Yamaha       | Abandon         |        |
| Abd. | Tohru Ukawa           | Honda        | Abandon         |        |
| Abd. | Patrick vd Goorbergh  | Aprilia      | Abandon         |        |
| Abd. | Gregorio Lavilla      | Honda        | Abandon         |        |
| Abd. | Jean-Michel Bayle     | Aprilia      |                 |        |
| Abd. | Noriyasu Numata       | Suzuki       | Abandon         |        |
| Abd. | Olivier Jacque        | Honda        | Abandon         |        |
| Abd. | Doriano Romboni       | Honda        | Abandon         |        |
| Abd. | Luis d'Antin          | Honda        | Abandon         |        |
| Abd. | Carlos Checa          | Honda        | Abandon         |        |

## Classement catégorie125cm3
| Pos  | Pilote             | Constructeur | Temps/Écart     | Points |
| ---- | ------------------ | ------------ | --------------- | ------ |
| 1    | Haruchika Aoki     | Honda        | 46 min 28 s 996 | 25     |
| 2    | Akira Saito        | Honda        | + 1 s 796       | 20     |
| 3    | Kazuto Sakata      | Aprilia      | + 1 s 903       | 16     |
| 4    | Hideyuki Nakajo    | Honda        | + 2 s 140       | 13     |
| 5    | Shigeru Ibaraki    | Yamaha       | + 7 s 273       | 11     |
| 6    | Yoshiaki Katoh     | Yamaha       | + 7 s 694       | 10     |
| 7    | Emilio Alzamora    | Honda        | + 16 s 609      | 9      |
| 8    | Ken Miyasaka       | Honda        | + 18 s 309      | 8      |
| 9    | Herri Torrontegui  | Honda        | + 27 s 918      | 7      |
| 10   | Tomomi Manako      | Honda        | + 44 s 516      | 6      |
| 11   | Peter Öttl         | Aprilia      | + 47 s 584      | 5      |
| 12   | Yoshiyuki Sugai    | Honda        | +1 min 12 s 878 | 4      |
| 13   | Manfred Geissler   | Aprilia      | +1 min 13 s 604 | 3      |
| 14   | Noboru Ueda        | Honda        | +1 min 13 s 902 | 2      |
| 15   | Youichi Ui         | Yamaha       | +1 min 40 s 284 | 1      |
| 16   | Takehiro Yamamoto  | Honda        | +1 min 40 s 613 |        |
| 17   | Masayuki Azami     | Honda        | +1 min 40 s 808 |        |
| 18   | Tomoko Igata       | Honda        | +1 min 48 s 202 |        |
| 19   | Loek Bodelier      | Aprilia      | +1 min 55 s 370 |        |
| 20   | Vittorio Lopez     | Aprilia      | +1 min 56 s 248 |        |
| 21   | Gabriele Debbia    | Yamaha       | +1 min 59 s 691 |        |
| 22   | Stefan Kurfiss     | Yamaha       | +2 min 11 s 296 |        |
| 23   | Ivan Cremonini     | Honda        | +1 tour         |        |
| Abd. | Dirk Raudies       | Honda        | Abandon         |        |
| Abd. | Hiroyuki Kikuchi   | Honda        | Abandon         |        |
| Abd. | Masaki Tokudome    | Aprilia      | Abandon         |        |
| Abd. | Stefan Prein       | Yamaha       | Abandon         |        |
| Abd. | Garry McCoy        | Honda        | Abandon         |        |
| Abd. | Andrea Ballerini   | Aprilia      | Abandon         |        |
| Abd. | Yuzo Fujioka       | Honda        | Abandon         |        |
| Abd. | Gianluigi Scalvini | Aprilia      | Abandon         |        |
| Abd. | Stefano Perugini   | Aprilia      | Abandon         |        |
| Abd. | Oliver Koch        | Aprilia      | Abandon         |        |
| Abd. | Jorge Martinez     | Yamaha       | Abandon         |        |